# SURF&SNOW
『SURF&SNOW』（サーフ アンド スノー）は、松任谷由実（ユーミン）の10枚目のオリジナルアルバム。1980年12月1日に東芝EMIからリリースされた（LP：ETP-90034、CT：ZT28-693）。1985年6月1日に初CD化（CA32-1136）。1999年2月24日にLPのブックレットを復刻し、バーニー・グランドマンによるデジタルリマスタリングで音質を大幅に向上したリマスタリングCD（TOCT-10643）とLP（TOJT-10643）をリリース。

## 解説
- キャッチコピーは「忘れないで、ときめくホリディを!」。
- 一曲もシングルカットされなかったが、「恋人がサンタクロース」や「サーフ天国、スキー天国」はウインターソングの定番になっている。
- 1980年10月7日から1981年2月22日に『SURF & SNOW〜水精の見た物語〜』コンサートツアーが行われている。また、リゾートコンサートとして1983年から2004年まで神奈川県の逗子で『SURF & SNOW in Zushi Marina』、1981年から現在まで新潟県の苗場で『SURF & SNOW in Naeba』が、それぞれ行われている。
- 松宮一彦がパーソナリティを務め、TBSラジオやNACK5で放送されたラジオ番組の『SURF&SNOW』は、このアルバムのタイトルに由来しており、ユーミンの承諾を得た上で付けられた。また、番組に挿入されたジングル（TBS局内通称ではサウンドステッカー）はユーミンの声も使用された。

## 収録曲

### CD
| 全編曲: 松任谷正隆。 |                                                                    |            |      |
| #                    | タイトル                                                           | 作詞・作曲 | 時間 |
| 1.                   | 「彼から手をひいて -Keep Off Your Hands-」                         | 松任谷由実 | 4:15 |
| 2.                   | 「灼けたアイドル -A Golden Sun-Tanned Idol-」                      | 松任谷由実 | 5:04 |
| 3.                   | 「人魚になりたい -Wish I Were a Mermaid-」                         | 松任谷由実 | 4:41 |
| 4.                   | 「まぶしい草野球 -At A Small Ball Park-」                          | 松任谷由実 | 3:38 |
| 5.                   | 「ワゴンに乗ってでかけよう -Take Me Out of Town, My Vintage Van-」 | 松任谷由実 | 4:42 |
| 6.                   | 「恋人がサンタクロース -My Baby Santa Claus-」                     | 松任谷由実 | 5:05 |
| 7.                   | 「シーズン・オフの心には -Off-Season of My Heart-」                | 松任谷由実 | 3:16 |
| 8.                   | 「サーフ天国、スキー天国 -Surf Heaven Ski Heaven-」                | 松任谷由実 | 4:51 |
| 9.                   | 「恋人と来ないで -Don't Come With Your New Girlfriend-」           | 荒井由実   | 4:26 |
| 10.                  | 「雪だより -A Letter From the Snow-」                              | 松任谷由実 | 4:17 |

### 楽曲解説
1. 彼から手をひいて
2. 灼けたアイドル
3. 人魚になりたい

カバー：今井美樹（2013年）。
4. まぶしい草野球
野球に夢中になる“あなた”を見に、お弁当を持って初めて球場を訪れる歌。1980年不二家「ソフトエクレア」CMソング。2007年ハウス「プライム・カレー」CMソング（コマーシャル用リミックス音源）。
5. ワゴンに乗ってでかけよう -Take Me Out of Town, My Vintage Van-
ティラノサウルスの描かれたワゴンで自然の中をあてもなく旅をするという、1970年代のヒッピー文化を彷彿とさせる曲。
6. 恋人がサンタクロース
今も歌い継がれるクリスマスの定番曲。“恋人＝サンタクロース”と「お姉さん」が幼い主人公に教え、大人になって主人公が"サンタクロース"を待つ、という内容。映画『私をスキーに連れてって』劇中歌。
カバー：（楽曲参照）
7. シーズン・オフの心には
藤真利子への提供曲。
8. サーフ天国、スキー天国
元々は1978年の川崎龍介への提供曲「サマー・ブリーズ」が原曲。1986年と1987年に苗場プリンスホテルのタイアップとして使用された。この曲も『私をスキーに連れてって』の主題歌[注釈 2]。
9. 恋人と来ないで
岡田眞澄とのデュエット曲。1976年パイシスへの提供曲。
10. 雪だより
スキー場で出会った人からの葉書をテーマにした楽曲。藤真利子への提供曲「山の雪だより」のタイトルを改変した。

## 参加ミュージシャン
- キーボード: 松任谷正隆、新川博
- ドラム：林立夫
- パーカッション：斉藤ノブ、Pecker
- ベース：高水健司
- エレクトリック・ギター：松原正樹、今剛、椎名和夫
- アコースティック・ギター：吉川忠英、安田裕美、松原正樹
- スチール・ギター：今剛
- ウクレレ：吉川忠英
- アコーディオン：松任谷正隆
- フルート：衛藤幸雄、中川昌巳
- リリコン：清水靖晃
- コーラス：松任谷由実、岡田眞澄（9）、須藤薫（1,5,6,8）、Time Five、伊集加代子、梅垣みと、槇みちる、松任谷正隆